# NGC 1875
NGC 1875 (другие обозначения — MCG 1-14-31, ZWG 421.39, ARP 327, VV 169, HCG 34A, PGC 17171) — линзовидная галактика в созвездии Ориона. Открыта Альбертом Мартом в 1863 году. Описание Дрейера: «очень тусклый, маленький объект круглой формы». NGC 1875 и её компаньоны образуют группу галактик под названием Arp 327, в одной из галактик этой группы в 2004 году была замечена сверхновая 2004gc.
Этот объект входит в число перечисленных в оригинальной редакции «Нового общего каталога».